# März 1991
Portal Geschichte | Portal Biografien | Aktuelle Ereignisse | Jahreskalender | Tagesartikel

◄ |
19. Jahrhundert |
20. Jahrhundert
| 21. Jahrhundert

◄ |
1960er |
1970er |
1980er |
1990er
| 2000er | 2010er | 2020er | ►

◄ |
1987 |
1988 |
1989 |
1990 |
1991
| 1992 | 1993 | 1994 | 1995 | ►

◄ |
Dezember 1990 |
Januar 1991 |
Februar 1991 |
März 1991 |
April 1991 |
Mai 1991 |
Juni 1991 |
►
Dieser Artikel behandelt aktuelle Nachrichten und Ereignisse im März 1991.

## Tagesgeschehen

### Sonntag, 3. März 1991
- Bern/Schweiz: Die teilnehmenden Stimmberechtigten votieren in einer Volksabstimmung dafür, das Stimm- und Wahlrechtsalter auf 18 Jahre herabzusetzen. Gegenwärtig liegt es bei 20 Jahren. Außerdem wird die Volksinitiative „zur Förderung des öffentlichen Verkehrs“ abgelehnt und somit die Pflicht zur Förderung des öffentlichen Personennahverkehrs durch die Eidgenossenschaft nicht in der Verfassung verankert.[1]

### Montag, 11. März 1991
- Kuwait: Mit der Operation Al-Awda (deutsch Die Rückkehr) beginnt unter Führung der Vereinigten Staaten die Brandbekämpfung auf jenen Erdölfeldern, die von irakischen Truppen im Zweiten Golfkrieg angesteckt wurden. Die Löschversuche erfolgen aus der Luft. Die Unternehmung soll mehrere Monate andauern und ihre Kosten werden auf mehr als eine Milliarde US-Dollar geschätzt.[2]

### Mittwoch, 13. März 1991
- Moskau/Sowjetunion: Der Oberste Sowjet stimmt u. a. über die Annahme des Zwei-plus-Vier-Vertrags zur abschließenden Regelung in Bezug auf Deutschland ab, das heißt über den Verzicht aller Rechte der Sowjetunion an und in Deutschland, die sich durch den Viermächte-Status in Folge der Kapitulation der Wehrmacht des Großdeutschen Reichs im Mai 1945 ergaben. Nur 19 Deputierte votieren für die Beibehaltung der „Siegerrechte“. Damit findet die Ratifizierung des Vertrags eine große Mehrheit, auch um die Entwicklung der sowjetischen Handelsbeziehungen nicht zu belasten.[3]
- Moskau/Sowjetunion: Von Sperenberg, Deutschland, kommend erreichen Erich Honecker, als mächtigster Mann der SED jahrelang de facto Staatsoberhaupt der DDR, und seine Frau Margot per Militärflugzeug die Hauptstadt der Sowjetunion. In Deutschland liegt ein Haftbefehl des Landes Berlin gegen Erich Honecker vor, der nicht vollstreckt werden konnte, da sich das Ehepaar nicht im Zugriffsbereich der deutschen Justiz befand.[4][5]

### Freitag, 15. März 1991

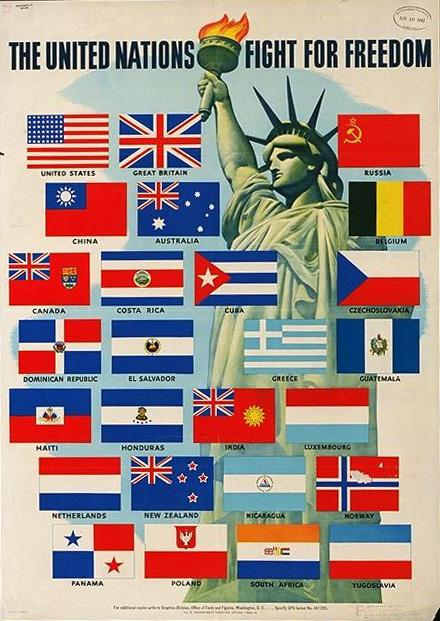
Auswahl an Staaten, die bis 1945 gegen Deutschland kämpften. Seit dem 15. 3. gilt der 2+4-Vertrag und ersetzt einen Friedensvertrag.

- Bonn/Deutschland: Der Botschafter der Sowjetunion Wladislaw Terechow übergibt die Ratifikation des Zwei-plus-Vier-Vertrags an den Bundesminister des Auswärtigen Hans-Dietrich Genscher. Dieser Akt stellt Deutschlands volle Souveränität wieder her, die nach dem Zweiten Weltkrieg eingeschränkt wurde. Durch reguläre Kriegserklärungen befanden sich bis heute 51 Staaten offiziell im Krieg gegen Deutschland. Der Zwei-plus-Vier-Vertrag beendet als Ersatz für einen Friedensvertrag die Nachkriegszeit.[6]
- Bonn/Deutschland: Durch Inkrafttreten des Zwei-plus-Vier-Vertrags erlöschen die völkerrechtlichen Ansprüche der Kriegsgegner des Deutschen Reichs im Zweiten Weltkrieg. Es können von Deutschland keine Reparationen mehr eingeklagt werden. Lediglich bilaterale Abkommen zwischen Deutschland und seinen einstigen Kriegsgegnern über Entschädigungen sind möglich. Ein Friedensvertrag zum Abschluss des Zweiten Weltkriegs existiert nach wie vor nicht und kann auch nicht mehr geschlossen werden, da der Kriegszustand völkerrechtlich beendet wurde.[7]
- Frankfurt am Main/Deutschland: Das Oberlandesgericht Frankfurt verurteilt Andreas Eichler u. a. wegen Totschlags zu 15 Jahren Haft. Bei einer Demonstration gegen die Startbahn West des Frankfurter Flughafens erschoss der Verurteilte 1987 zwei Bereitschaftspolizisten und verletzte sieben weitere. Der Generalbundesanwalt plädierte auf Mord, eine solche Absicht sah das Gericht nicht als erwiesen an. Der ebenfalls angeklagte Frank Hoffmann, der als Komplize in Eichlers direkter Nähe war, erhält viereinhalb Jahre Haft für andere Vergehen.[8]
- Rom/Italien: Staatspräsident Francesco Cossiga von der Partei Christliche Demokratie entschuldigt sich bei dem Mitglied der Italienischen Sozialbewegung Giuseppe Tatarella stellvertretend dafür, dass er öffentlich das linke politische Spektrum für den Bombenanschlag auf den Hauptbahnhof von Bologna im August 1980, bei dem 85 Menschen starben, verantwortlich machte. Die Täter kommen, wie die Polizei Bolognas bereits kurz nach dem Anschlag mutmaßte, sehr wahrscheinlich aus dem rechtsextremen Spektrum.[9]

### Sonntag, 17. März 1991
- Moskau/Sowjetunion: In einem landesweiten Referendum bekennt sich die Mehrheit der Wahlberechtigten zur Existenz der Sowjetunion. Der vorgelegte Text lautet: „Erachten Sie die Beibehaltung der Union der sowjetischen sozialistischen Republiken in Form einer erneuerten Föderation als notwendig?“ Bei einer Wahlbeteiligung von mehr als 80 % votieren 76,4 % der Teilnehmer für den Fortbestand der Union.[10]
- Sowjetunion: Die Regierungen der Armenischen SSR, Estnischen SSR, Lettischen SSR, Litauischen SSR und Moldawischen SSR boykottieren die Durchführung des heutigen Referendums über die Beibehaltung der Union der sowjetischen sozialistischen Republiken. In der Georgischen SSR nimmt nur der Landesteil Abchasien teil und in der Russischen SFR boykottiert Tschetscheno-Inguschetien die Befragung. Die Teilnehmer der Russischen SFR stimmen außerdem über die Einführung des Amts eines Russischen Präsidenten ab und befürworten das Vorhaben. In der Ukrainischen SSR wird zusätzlich die Frage gestellt, ob die Ukraine die Sowjetunion verlassen und stattdessen zum Bestandteil einer „Gemeinschaft Unabhängiger Staaten“ werden soll. Diese Perspektive befürworten 80 % der Teilnehmer.[11][12]

### Dienstag, 19. März 1991
- London/Vereinigtes Königreich: Premierminister John Major (Konservative Partei) kündigt für diese Woche den Beschluss zur Abschaffung der Community Charge an. Die unter seiner Amtsvorgängerin und Parteikollegin Margaret Thatcher eingeführte Kopfsteuer verpflichtet jeden Bürger über 18 Jahren gleichermaßen, die Kosten für kommunale Leistungen durch Zahlung von jährlich circa 400 Pfund mitzutragen.[13]

### Mittwoch, 20. März 1991
- Šumava/Tschechoslowakei: Ein Teil der unter Naturschutz stehenden Bereiche des Böhmerwalds in der Region Budweis an den Grenzen zu Bayern und Oberösterreich wird zum Nationalpark erhoben. Das neue Schutzgebiet liegt direkt an dem 1970 gegründeten Nationalpark Bayerischer Wald auf deutscher Seite und kann bei dessen beabsichtigter Rückentwicklung zum Primärwald hilfreich sein.[14]

### Donnerstag, 21. März 1991
- Bonn/Deutschland: Der Bundesminister für Forschung und Technologie Heinz Riesenhuber (CDU) gibt bekannt, dass die Bundesregierung auf die Inbetriebnahme des Kernkraftwerks Kalkar verzichtet. Das Land Nordrhein-Westfalen verweigerte wegen Sicherheitsbedenken die Betriebsgenehmigung für den 1985 fertiggestellten so genannten „Schnellen Brüter“. Die jährlichen Kosten zur Aufrechterhaltung der Einsatzbereitschaft belaufen sich auf rund 105 Millionen D-Mark.[15]

### Samstag, 23. März 1991
- Sierra Leone: Aus Liberia kommend dringt die Freischar Revolutionäre Vereinigte Front in den durch politische und wirtschaftliche Verwerfungen geschwächten Staat ein. Ihr Ziel sind die Bodenschatz-Lagerstätten im Südosten des westafrikanischen Staats. Die meisten Kämpfer der RUF stammen selbst aus Sierra Leone.[16] Beginn des bis 2002 andauernden Bürgerkriegs in Sierra Leone.

### Sonntag, 24. März 1991
- Waterville Valley/Vereinigte Staaten: In der Gesamtwertung der Herren-Wettbewerbe des Alpinen Skiweltcups 1990/91 belegt der Luxemburger Marc Girardelli nach dem letzten Rennen Platz 1. Bei den Damen gewinnt Vorjahressiegerin Petra Kronberger aus Österreich den Gesamt-Weltcup.[17][18]

### Montag, 25. März 1991

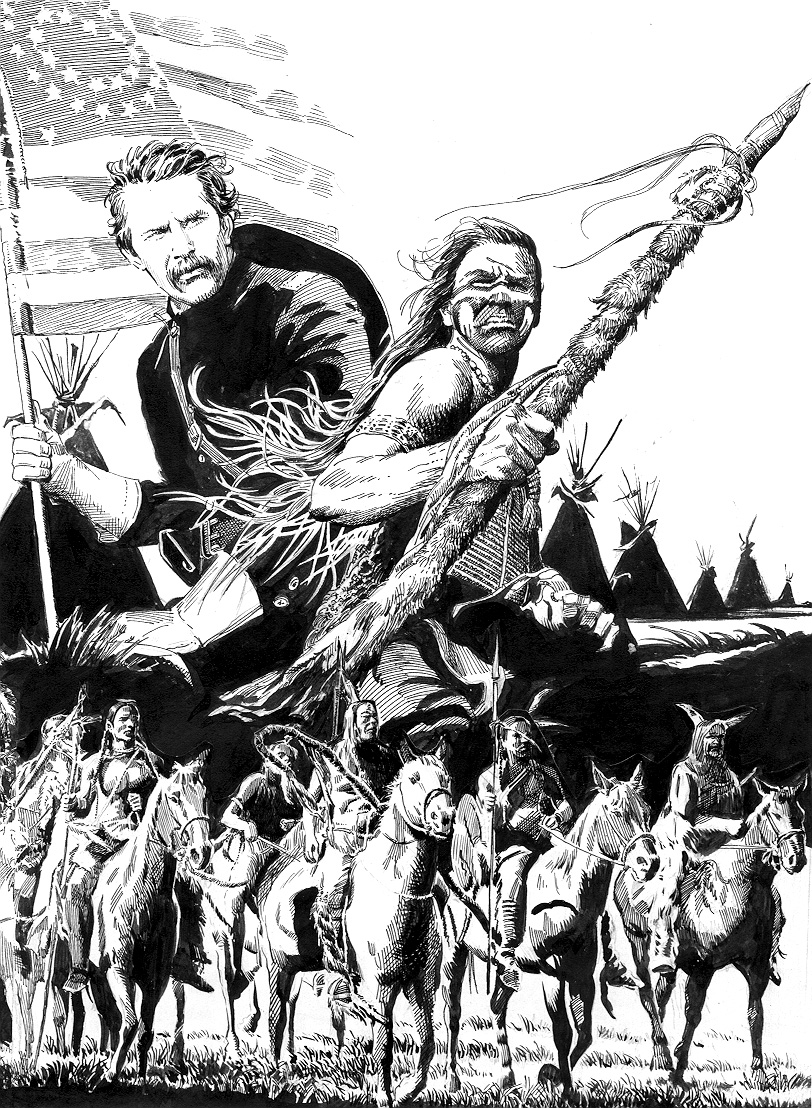
Plakat zum Film Der mit dem Wolf tanzt

- Los Angeles/Vereinigte Staaten: Bei den 63. Academy Awards der Filmbranche wird Der mit dem Wolf tanzt von Regisseur Kevin Costner als bester Film prämiert. Costner übernahm in dem Film auch die Hauptrolle und ist für den Oscar als bester Hauptdarsteller nominiert. Diesen gewinnt allerdings Jeremy Irons. Zur besten Hauptdarstellerin wird Kathy Bates gekürt.[19]

### Dienstag, 26. März 1991
- Asunción/Paraguay: Argentinien, Brasilien, Paraguay und Uruguay gründen die südamerikanische Organisation Mercosur. Sie soll den Handel zwischen den Ländern stärken und Impulse zur Schaffung eines gemeinsamen Binnenmarkts geben. Außerdem versprechen sich die Mitglieder, durch ein gemeinsames Auftreten im globalisierten Wettbewerb mehr Gewicht zu erlangen.[20]

### Donnerstag, 28. März 1991

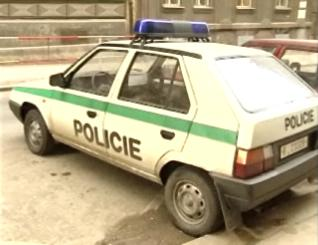
Škoda-Modell Favorit

- Prag/Tschechoslowakei: Carl Horst Hahn, Vorstandsvorsitzender des Kfz-Herstellers Volkswagen AG, und der tschechoslowakische Industrieminister Jan Vraba besiegeln den Einstieg des deutschen Unternehmens Volkswagen ansässigen Hersteller Škoda Auto aus Mladá Boleslav. Es wird vereinbart, dass Volkswagen in den nächsten Wochen 31 % der Škoda-Anteile erwirbt.[21]

### Freitag, 29. März 1991
- Kinshasa/Zaire: Die Regierung der Republik Ruanda unter Juvénal Habyarimana und die Führung der im Oktober 1990 aus Uganda in Ruanda einmarschierten bewaffneten Kämpfer der Ruandischen Patriotischen Front einigen sich auf einen Waffenstillstand im Bürgerkrieg. Er stellt die erste Einigung dar, zu der die Konfliktparteien seit Ausbruch des Kriegs gelangen.[22]

### Sonntag, 31. März 1991
- Tiflis/Sowjetunion: Rund neun von zehn wahlberechtigten Einwohnern der Unionsrepublik Georgien beteiligen sich an einem Referendum über die staatliche Eigenständigkeit. Über 90 % der Abstimmenden votieren dabei für die Unabhängigkeit von der Sowjetunion.[23]
- Tirana/Albanien: Bei der ersten freien und für Parteien aus allen politischen Richtungen offenen Parlamentswahl seit Jahrzehnten entscheiden sich 56,2 % der Wähler für die Partei der Arbeit Albaniens, die seit 1944 offiziell das Land regiert. Die gewählten Volksvertreter werden in den kommenden Wochen den Präsidenten der Republik Albanien wählen. Dieses neugeschaffene Amt wird voraussichtlich Staatschef Ramiz Alia zufallen.[24]

## Weblinks

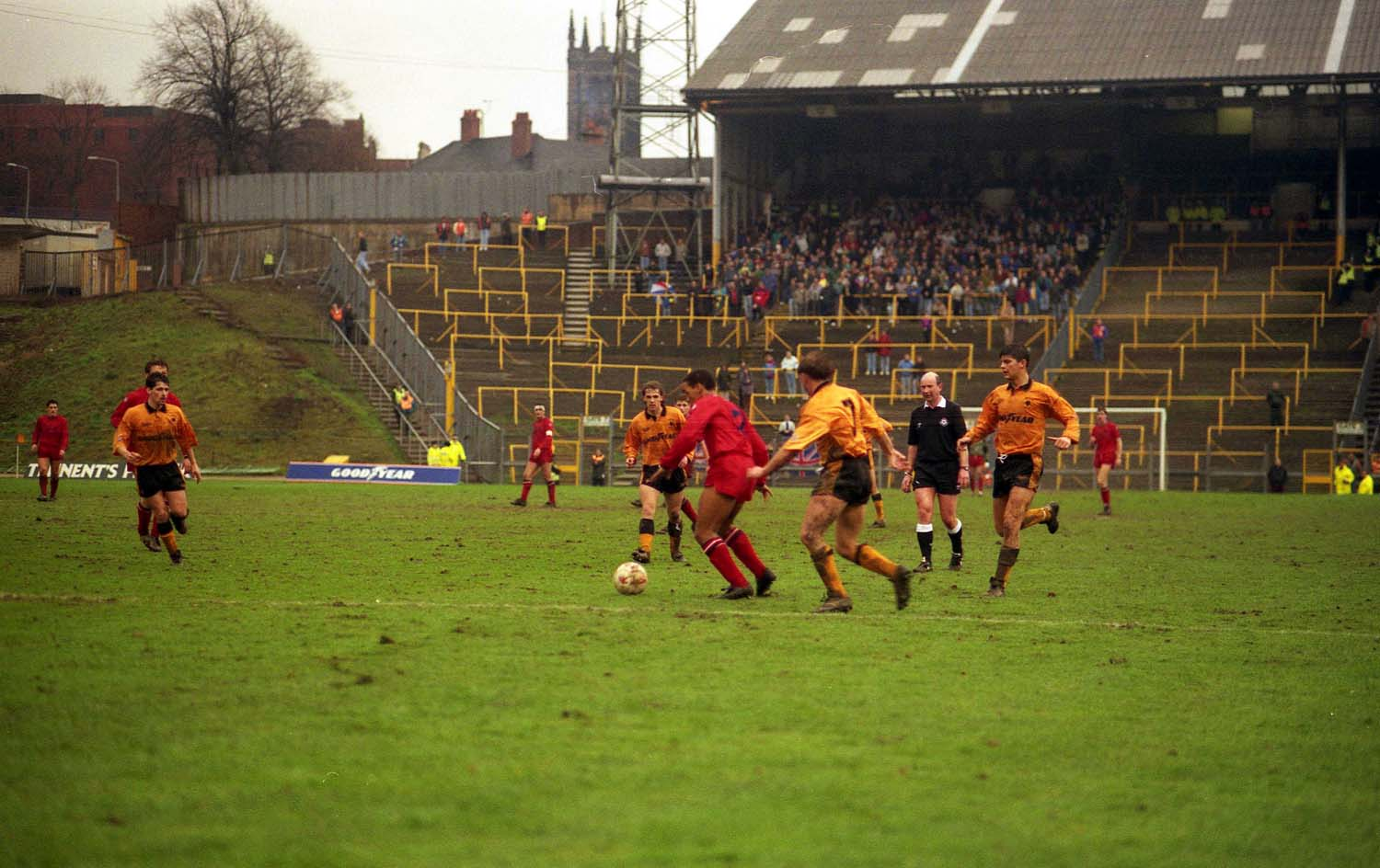
England im März 1991